# Saint-Léger-près-Troyes
Saint-Léger-près-Troyes är en kommun i departementet Aube i regionen Grand Est (tidigare regionen Champagne-Ardenne) i nordöstra Frankrike. Kommunen ligger  i kantonen Bouilly som ligger i arrondissementet Troyes. År 2022 hade Saint-Léger-près-Troyes 915 invånare.

## Befolkningsutveckling
Antalet invånare i kommunen Saint-Léger-près-Troyes
Referens: INSEE